# Teloh
Teloh (znanstveno ime Helleborus) so rod rastlin, ki vsebuje okoli 20 zelnatih cvetočih vrsta vrst. Spadajo v družino zlatičevk. Številne vrste telohov so strupene. Rastejo v Evropi, zlasti na Balkanu (H. thibetanus izhaja iz zahodne Kitajske; H. vesicarius pa iz manjšega predela Turčije in Sirije).
Cvetovi so zvezdasti, bele, zelene ali škrlatne barve. Ima veliko prašnikov. Cvet nima čaše in je sestavljen iz 5 cvetnih listov. Steblo je olistano, stebelni listi so deljeni, razvrščeni spiralasto, brez prilistov. 

## Vrste in podvrste
- Helleborus argutifolius (korziški teloh)
- Helleborus foetidus (smrdljivi teloh)
- Helleborus lividus
- Helleborus vesicarius
- Helleborus atrorubens (temnoškrlatni teloh)
- Helleborus croaticus
- Helleborus cyclophyllus
- Helleborus dumetorum (hostni teloh)
- Helleborus abruzzicus
- Helleborus liguricus
- Helleborus bocconei
- Helleborus multifidus
  - Helleborus multifidus subsp. hercegovinus
  - Helleborus multifidus subsp. istriacus (istrski teloh)
  - Helleborus multifidus subsp. multifidus

- Helleborus niger (črni teloh)
  - Helleborus niger subsp. macranthus (ali H. niger major)
  - Helleborus niger subsp. niger
- Helleborus odorus (blagodišeči teloh)
  - Helleborus odorus subsp. laxus
  - Helleborus odorus subsp. odorus
- Helleborus orientalis
  - Helleborus orientalis subsp. abchasicus (ali H. abchasicus)
  - Helleborus orientalis subsp. guttatus
  - Helleborus orientalis subsp. orientalis (ali H. caucasicus, H. kochii)
- Helleborus purpurascens
- Helleborus thibetanus (ali H. chinensis)
- Helleborus torquatus
- Helleborus viridis
- Helleborus occidentalis